# Perrotia distincta
Perrotia distincta är en svampart som först beskrevs av Peck, och fick sitt nu gällande namn av J.H. Haines 1989. Perrotia distincta ingår i släktet Perrotia och familjen Hyaloscyphaceae.  Arten är reproducerande i Sverige. Inga underarter finns listade i Catalogue of Life.